# Distrito electoral de Mills (condado de Keya Paha, Nebraska)
Mills (en inglés: Mills Precinct) es un distrito electoral ubicado en el condado de Keya Paha en el estado estadounidense de Nebraska. En el Censo de 2010 tenía una población de 266 habitantes y una densidad poblacional de 0,33 personas por km².

## Geografía
Mills se encuentra ubicado en las coordenadas 42°53′51″N 99°27′49″O / 42.89750, -99.46361. Según la Oficina del Censo de los Estados Unidos, Mills tiene una superficie total de 807.96 km², de la cual 807.1 km² corresponden a tierra firme y (0.11%) 0.86 km² es agua.

## Demografía
Según el censo de 2010, había 266 personas residiendo en Mills. La densidad de población era de 0,33 hab./km². De los 266 habitantes, Mills estaba compuesto por el 97.74% blancos, el 0% eran afroamericanos, el 0.38% eran amerindios, el 0.38% eran asiáticos, el 0% eran isleños del Pacífico, el 0.75% eran de otras razas y el 0.75% pertenecían a dos o más razas. Del total de la población el 0.75% eran hispanos o latinos de cualquier raza.